# Ensemble Stradivaria
 (octobre 2020).
L'Orchestre Stradivaria est un orchestre musical français basé à Nantes, fondé en 1987 par Daniel Cuiller et dirigé depuis 2023 par le hautboïste Guillaume Cuiller. L'orchestre explore depuis sa création le répertoire baroque et classique selon une approche historiquement informée, engageant des musiciens spécialisés dans le jeu sur instruments d'époque.
L'orchestre produit des programmes en création sur le territoire national ainsi qu'à l'échelle internationale.
Depuis 2015, l'orchestre Stradivaria organise le Concours international de musique ancienne du Val de Loire.

## Fondation
En 1982, Daniel Cuiller crée l'ensemble Baroque de France, qui deviendra en 1987 l'Orchestre Stradivaria, et se distinguera par le titre de Stradivaria - Ensemble  baroque de Nantes, à partir de 2006, puis Orchestre baroque de Nantes depuis 2022.
Daniel Cuiller est violoniste de formation. Il s’engage dans une démarche personnelle en faveur des répertoires historiques, alliant pratique sur instruments anciens, recherche appliquée, diffusion et production discographique. Son travail de recherche, mené entre autres aux archives de la BNF, est axé sur la musique française du XVIIIe siècle, un répertoire méconnu jusqu'alors. En témoigne la restitution des Suites de Symphonies de François Francœur (2001), la tragédie lyrique « Pirame et Thisbé » de François Rebel et François Francœur (2007) et le « Te Deum » d’Henry Madin, en collaboration avec le musicologue Jean-Paul Montagnier. Sa carrière de professeur l’a conduit à impulser un mouvement pédagogique auprès des Conservatoires régionaux et nationaux français, à Prague, aux Rencontres de l’Escorial (Madrid), à l'Académie Internationale de Sablé (1992-2002), ainsi qu'en Asie. Au-delà de la direction de Stradivaria, Daniel Cuiller est invité à diriger des projets autour de la musique ancienne et anime régulièrement des master-classes.
À partir de 2020 le hautboïste Guillaume Cuiller, en tant que Directeur artistique associé, intègre progressivement ses projets au développement de Stradivaria pour devenir le directeur artistique en 2023.

### Direction
L'Orchestre Stradivaria est dirigé par Guillaume Cuiller depuis 2023.

## Composition
Il s'agit d'une formation instrumentale dont la composition varie selon les productions. La base de l'Ensemble est un orchestre de chambre de cordes, auquel s'ajoutent les instruments de l'harmonie, selon les projets, qui font souvent appel à des solistes vocaux et à des chœurs.
L'Ensemble compte parmi ses solistes invités : Raphaël Pidoux, Bertrand Cuiller, Dominique Visse, Anne Magouët et Yann Fañch Kemener.

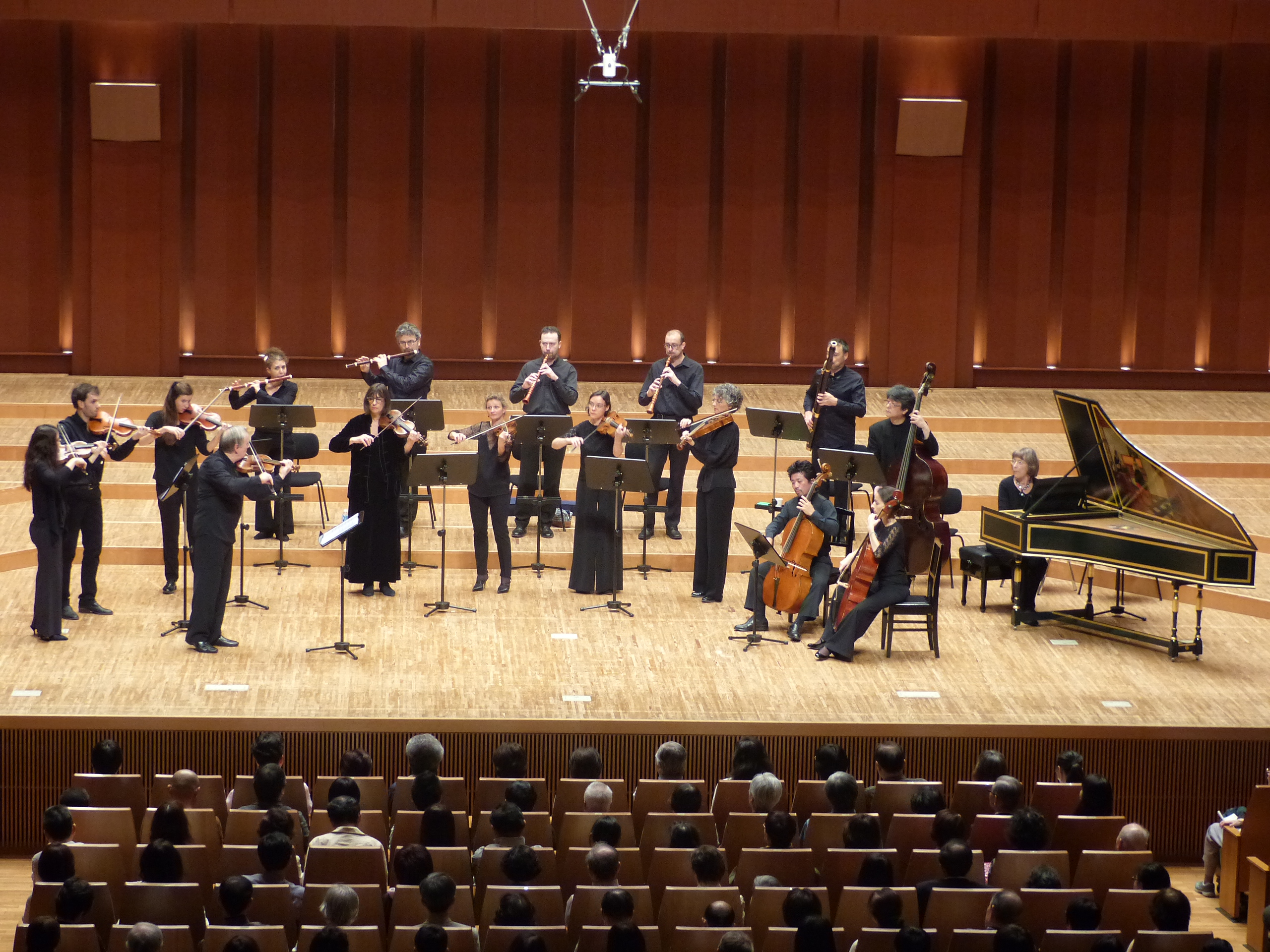
Stradivaria en représentation à Fukuoka, Japon (2016)

## Collaborations
Pour ses productions, l'Orchestre Stradivaria collabore régulièrement avec le Festival des Abbayes en Lorraine, La Folle Journée de Nantes, Angers-Nantes Opéra, Cité des congrès de Nantes, musique sacrée à la cathédrale de Nantes, château de Versailles Spectacles et le festival de Sablé.

## Productions
- 1994 :  Concertos comiques de Michel Corrette
- 2001 : Simphonies pour le Festin Royal du Comte d’Artois de François Francœur
- 2006 : Invitation à la 2e édition de La Folle Journée au Japon
- 2008 : Pyrame et Thisbé de François Rebel et François Francœur, production Angers-Nantes Opéra
- 2009 : Concertos pour Clavecin de Jean-Sébastien Bach
- 2010 : Galantes Scènes, co-production Angers-Nantes Opéra et Leporello
- 2014 : Nuove Invenzioni au Lieu Unique, Scène Nationale de Nantes, avec le compositeur David Chevallier
- 2013-2015 : Te Deum pour les Victoires de Louis XV de Henry Madin, Festival des Abbayes en Lorraine, Cité des congrès de Nantes et Chapelle royale de Versailles
- 2015 : Le Voyage Burlesque avec Dominique Visse, tournée en Nouvelle-Calédonie, Japon et Chine

- 2015 - 2017 : Histoires sacrées de Giacomo Carissimi et Marc-Antoine Charpentier, production Angers-Nantes Opéra
- 2017 : « Concertos pour Violoncelle » de Jean-Louis Duport, avec Raphaël Pidoux
- 2018-2019 : La Querelle des Te Deum, Esprit Antoine Blanchard et François Colin de Blamont, avec Château Versailles Spectacles
- 2019 : Portraits d’Orient et d’Occident, saison croisée France-Roumanie de l'Institut français
- 2020 : Mythologies, en co-production avec Les Lunaisiens, Festival des Abbayes en Lorraine
- 2020 : Première édition du festival Musique à Goulaine, Château de Goulaine[8]

## Discographie
- Coffret du 30e anniversaire de Stradivaria

### Label Adès
- Concertos comiques[9] de Michel Corrette, Diapason d’or
- Les Fantaisies pour violon sans basse de Georg Philipp Telemann
- Concertos pour Orgue de John Stanley
- Stabat Mater / Salve Regina de Jean-Baptiste Pergolèse
- L'Armonica, Cantate pour soprano et armonica de verre de Johann Adolf Hasse
- Concertos et symphonies pour Prague de Jan Dismas Zelenka
- Les 6 premières Symphonies de Jiří Antonín Benda

### Label Adda
- Pasticcio Per Il Castrato Gaetano Guadagni de Christoph Willibald Gluck, Georg Friedrich Haendel, Niccolò Piccinni et Johann Adolf Hasse

### Label Arion
Le Jugement de Salomon H.422, in Honorem Sancti Xaverii, de Marc-Antoine Charpentier, direction Paul Colléaux, 1987  

### Label K617
- «Sonates d'Église de Wolfgang Amadeus Mozart

### Collection Accord Baroque
- Concertos et Symphonies pour Prague de Jan Dismas Zelenka (réédition)
- Stabat Mater / Salve Regina de Jean-Baptiste Pergolèse (réédition)
- Concerts en sextuor de Jean-Philippe Rameau
- Jean-Marie Leclair, Concertos no 1, 2, 3, 4, 5 de l'opus 7 et no 1,2 et 6 de l'opus 10
- Office des ténèbres du vendredi saint de Jan Dismas Zelenka

### Label Cyprès (distributionIntégral)
- Leçons de Ténèbres de François-Xavier Richter, Diapason 5
- Suites de Simphonies de François Francœur et Jean-Philippe Rameau
- Corelli & Co » Diapason 5
- A Tre Violini
- Stabat Mater de Girolamo Abos, Giuseppe Tartini et Francesco Gasparini

### Label Mirare (distributionHarmonia Mundi)
- Concerts Royaux et Les Goûts Réunis de François Couperin
- Concertos et Suites de Georg Philipp Telemann
- Pyrame et Thisbé de François Rebel et François Francœur
- Concertos pour clavecin de Jean-Sébastien Bach, Disque de l'année 2009 pour Classica et Gramophone[10]
- Sonate a violino ed altri strumenti… de Giovanni Battista Fontana, 5 pour Muse Baroque
- Concertos pour violoncelle de Jean-Louis Duport

### Label Alpha (collection Château de Versailles)
- Henry Madin - Te Deum pour les Victoires de Louis XV de Henry Madin, Choc de Classica[11].

### Label Château de Versailles Spectacles
- La Guerre des Te Deum de Esprit Antoine Blanchard et François Colin de Blamont, avec le Chœur Marguerite Louise, Clic de Classic News[12] et 5 de Diapason

### Label Atma baroque
- Marc-Antoine Charpentier, Motets pour la Semaine Sainte, H.228, H.229, H.230, Messe à quatre Chœurs H.4.Studio de Musique ancienne et l'Ensemble Stradivaria, dir. Christopher Jackson. SACD ATMA baroque 2005

## Partenaires
Stradivaria est soutenu par divers acteurs publics et privés pour la production de ses concerts, enregistrements musicaux ainsi que pour la mise en place de dispositifs de médiation.

### Club d'entrepriseContinuo
En 2008, l'Ensemble créé son club d'entreprise baptisé Continuo, dans lequel des partenaires et mécènes privés sont invités à soutenir les actions et représentations de la formation.

### Partenaires institutionnels
L'Ensemble Stradivaria est soutenu par l'État - Direction régionale des Affaires culturelles (DRAC) des Pays de la Loire, la Région Pays de la Loire, le Conseil Départemental de Loire-Atlantique et la Ville de Nantes. Pour ses tournées à l'étranger, Stradivaria reçoit également le soutien d'organismes tels que l'Institut Français, le Bureau Export(organisme de promotion de la filière musicale française à l'international) et la SPEDIDAM.

### Adhésions
Stradivaria est membre de la Fédération des Ensembles Vocaux et Instrumentaux Spécialisés (FEVIS) ainsi que du Syndicat Professionnel des Producteurs, Festivals, Ensembles, Diffuseurs Indépendants de Musique (PROFEDIM).

## Concours international de musique ancienne du Val de Loire
Le Concours international de musique ancienne du Val de Loire est un concours d'envergure internationale créé en 2015 avec l'association angevine Anacréon, qui se déroule tous les deux ans. La compétition est destinée aux jeunes ensembles instrumentaux interprétant le répertoire des 17e et 18e siècles sur instruments d’époque, dont la moyenne d'âge des membres est inférieure à 30 ans .
Le jury réuni par Daniel Cuiller, est présidé depuis 2015 par William Christie, claveciniste, fondateur et directeur des Arts Florissants.

### Éditions
Liste:
2015
- Thème : « L’art italien dans la France de Louis XIV »
- Lauréats : 1er prix et prix du public pour L’escadron Volant de la Reine, 2e prix pour The Goldfinch Ensemble

2017
- Thème : « Sonate, que me veux-tu ? » (citation de Bernard Le Bouyer de Fontenelle)
- Lauréats : 1er prix et prix du public pour Taylor Consort, 2e prix pour l'Apothéose

2019
- Thème : « le violoncelle concertant au 18ème siècle »
- Lauréats : 2e prix pour Cet Étrange Éclat, Prix du public pour UnderStories